# Macskajáték (színmű)
A Macskajáték Örkény István egyik legismertebb és legtöbbet játszott színműve, melyet 1969-ben írt. A tragikomédiát az 1963-ban keletkezett kisregényéből dolgozta át. Könyvben először a Magvető Könyvkiadó Rivalda sorozatában, 1972-ben jelent meg. A Makk Károly rendezésében készült filmváltozatot 1974-ben mutatták be. Utóbb Szabó István német színészekkel televíziófilmet is készített belőle.

## Keletkezése
Miután a szerző előző színműve, a Tóték nagy sikert aratott a fővárosban, bemutatták a szolnoki Szigligeti Színházban, az 1968/69-es évadban. A darabot Székely Gábor rendezte. Az előadás annyira megnyerte az író tetszését, hogy ígéretet tett, miszerint írni fog egy új színdarabot a színháznak. Csakúgy, mint a Tóték esetében, Örkény ismét egy előző kisregényéhez – ez esetben a Macskajátékhoz – nyúlt vissza, és dolgozta át azt színművé. Az átdolgozásban Radnóti Zsuzsa dramaturg segítette tanácsaival az írót.
A dráma keletkezés történetéhez hozzátartozik, hogy a kisregény átdolgozását -először, 1970-ben- Gyurkó László, a 25. Színház igazgatója kezdeményezte. Az ötlet nem nyerte el Örkény tetszését. Gyurkó vitatta ezt és elkészítette az átdolgozás első változatát. Ezt az író "oratorikus jellegűnek" minősítette. A fiatal színészekből álló társulat nem tudta eljátszani a darabot, így végül nem tűzték műsorra.
Az előadás az évad egyik legjobban várt bemutatója volt, és – csakúgy, mint a Tóték – hatalmas sikert aratott. Az ősbemutató a szolnoki Szigligeti Színházban volt 1971. január 15-én. A darabot Székely Gábor rendezte. Nemzetközi szinten is sikert aratott; Örkény István a brüsszeli előadást tartotta felejthetetlenül szépnek.
Szereposztás:
- Erzsi, özv. Orbánné – Hegedűs Ágnes
- Giza, a nővére – Koós Olga
- Ilus, a leánya – Bókai Mária
- Józsi, a veje – Lukács József
- Paula, a barátnője – Gyimesi Pálma
- Egérke, a szomszédnője – Bodnár Erika
- Csermlényi Viktor ny. operaházi tag – Bángyörgyi Károly
- Cs. Bruckner Adelaida operaházi örökös tag – Kaszab Anna
- Pincér – ifj. Tatár Endre

A nagy sikerű vidéki előadás után a fővárosban is bemutatták a művet, a Pesti Színházban 1971. március 6-án. A darabot szintén Székely rendezte. A főszerepet Sulyok Mária (Orbánné) játszotta, akinek ez az alakítása lett az egyik legemlékezetesebb pályája során. Felléptek továbbá Bulla Elma (Giza), Simor Erzsi (Paula) és Halász Judit (Egérke). Az előadás Budapesten is nagy sikert aratott, később, 1977-ben a televízió ugyanezzel a szereposztással felvételt is készített.
A Színházi adattárban regisztrált bemutatók száma: 67, ugyanitt huszonhat fotó, három felvétel és hatvanhét cikk is található..

## Története
A szerző a darab előszavában így foglalta össze a cselekményt: „„A Macskajáték meséjét énelőttem már több ezren elmesélték. A darab arról szól, hogy két ember szereti egymást, de akadályok lépnek föl, s a csábító harmadik (akit ez esetben Paulának hívnak) minden női varázsát latba vetve magához láncolja a férfit, s a boldog pár oltár elé lép... Ez a szerelmi háromszög csak abban különbözik elődeitől, hogy szereplői nem tizen-, nem is húszon-, hanem hatvan-egynéhány évesek.”

## Szereplői
- Özv. Orbán Béláné (szül. Szkalla Erzsébet): Idős, özvegy asszony, aki szerelmi kapcsolatot ápol Csermlényi Viktorral, bár ezt mások előtt tagadja.
- Giza: Erzsi Németországban, a családjával élő, tolószékes húga.
- Paula: Erzsi régi barátnője, akivel együtt vészelték át Budapest ostromát, majd évekkel később újra találkoztak.
- Egérke: Erzsi szerencsétlen sorsú szomszédasszonya, akit sanyarú sorsából ő mentett meg, és szerzett neki munkát.
- Ilus: Erzsi lánya, aki tolmácsként dolgozik.
- Csermlényi Viktor: Egykor nagy népszerűségnek örvendő, sikeres operaénekes, Erzsi szerelme.
- Csermlényi Bruckner Adelaida: Viktor anyja, aki szintén operaénekes volt.
- Józsi: Erzsi gyógyszerészként dolgozó veje.

## Szövegváltozatok
1997. április 18-án mutatta be a  Miskolci Nemzeti Színház Kamaraszínháza Macskajátékok címmel Zsótér Sándor színpadi változatát, amely a kisregény és a színpadi változat alapján született. Horváth Zsuzsa  Orbánnéja mellett Giza  és Paula szerepét összevonva Péva Ibolya alakította, Egérkét Kuna Károly játszotta. 
A Pesti Magyar Színház 2001. február 23-án mutatta be Berényi Gábor szövegváltozatát Drága Gizám! címmel. Berényi szövege a Macskajáték kisregényváltozatát vette alapul. A bemutatón Csernus Mariann alakította Orbánnét, Kubik Anna pedig a többi női karaktert.
Az Örkény István Színház 2009. október 9-én mutatta be Gáspár Ildikó szövegváltozatát, melynek alapja (hasonlóan Berényihez) szintén a kisregény volt. Az előadást Mácsai Pál rendezte a főbb szerepeket Pogány Judit (Orbánné), Molnár Piroska (Giza), Jordán Tamás (Csermlényi) és Kerekes Éva játszották.
2012. április 6-án A Szkalla-lányok ismét Berényi szövegváltozatával került bemutatásra a mű a Petőfi Irodalmi Múzeumban a Manna Produkciójában viszont ezúttal kétszemélyes változatban. Orbánnét Béres Ilona, Gizát pedig Tordai Teri alakította.